# Stránska
Stránska (in ungherese: Oldalfala) è un comune della Slovacchia facente parte del distretto di Rimavská Sobota, nella regione di Banská Bystrica.